# Kup Zadrugara
Kup Zadrugara je bilo nogometno kup natjecanje u organizaciji tadašnjeg sarajevskog lista za selo i poljoprivredu Zadrugar. U gotovo 30 sezona natjecanja u kupu Zadrugara igralo je stotinjak seoskih nogometnih klubova s područja Majevice, Posavine, Semberije i Slavonije, a krajem 1980-ih u natjecanje su se kratko uključili i klubovi iz zvorničkog Podrinja. Ovo natjecanje poslužilo je kao dobra afirmacija nogometa na selu, ali i kao prilika mladim i talentiranim nogometašima tamošnjih klubova za odlazak u neke veće i značajnije klubove. 
Kup se prvi put igrao 1962. godine, a prvi osvajač bila je momčad Graničara iz Brezova Polja. Graničar je s četiri osvojena kupa najuspješnija momčad natjecanja. Posljednji put kup Zadrugara se igrao 1991. godine. Posljednji osvajač bila je momčad Proletera (sada NK 19. srpnja) iz Oštre Luke.

## Popis osvajača
| godina | pobjednik                | finalist               | rezultat       | izvori        |
| ------ | ------------------------ | ---------------------- | -------------- | ------------- |
| 1962.  | Graničar Brezovo Polje   | Posavac Ugljara        | 1:0, 1:0       | [ 1 ] [ 2 ]   |
| 1963.  | Graničar Brezovo Polje   | Mladost Domaljevac     | 2:1, 2:1       |               |
| 1964.  | Graničar Brezovo Polje   |                        |                |               |
| 1965.  | Jedinstvo Crkvina        | Proleter Dvorovi       | 2:1            | [ 3 ]         |
| 1966.  | Sloga Prud               | Proleter Dvorovi       |                |               |
| 1967.  | Radnik Hrvatska Tišina   | Graničar Brezovo Polje | 5:2            | [ 4 ]         |
| 1968.  | Semberija Popovi         | Sloga Prud             |                | [ 5 ]         |
| 1969.  | Crvena Zvijezda Obudovac | Kolektiv Međaši        | 1:1 (5:4)      | [ 6 ]         |
| 1970.  | Graničar Brezovo Polje   |                        |                |               |
| 1971.  | Jedinstvo Brodac         | Graničar Brezovo Polje |                | [ 7 ]         |
| 1972.  | Bratstvo Srnice          |                        |                |               |
| 1973.  | Proleter Dvorovi         | Sloga Prud             |                | [ 5 ]         |
| 1974.  | Napredak Matići          | Kolektiv Međaši        |                | [ 5 ]         |
| 1975.  | Kolektiv Međaši          |                        |                |               |
| 1976.  | Zadrugar Bukvik          |                        |                |               |
| 1977.  | Semberija Popovi         |                        |                |               |
| 1978.  | Jedinstvo Brodac         |                        |                | [ 8 ]         |
| 1979.  | Dinamo Donja Mahala      | Bratstvo Koraj         |                | [ 5 ]         |
| 1980.  | Borac Drenovci           | Semberija Popovi       | 3:2            | [ 5 ]         |
| 1981.  | Semberija Popovi         | Sloga Tolisa           |                | [ 5 ]         |
| 1982.  | Posavac Ugljara          | Bosna Ostojićevo       | 2:1            | [ 9 ]         |
| 1983.  | Zasavica                 | Crnjelovo              | 1:1 (4:1 11 m) | [ 5 ]         |
| 1984.  | Napredak Matići          | Bosna Ostojićevo       | 1:0            | [ 9 ]         |
| 1985.  | Dubrave                  | Jedinstvo Crkvina      | 3:2            | [ 5 ]         |
| 1986.  | Dinamo Donja Mahala      | Bosna Ostojićevo       | 3:1            | [ 10 ] [ 9 ]  |
| 1987.  | Sloga Tolisa             | Dubrave                | 3:0            | [ 5 ]         |
| 1988.  | BSK Batkovići            |                        |                |               |
| 1989.  | Partizan Kostrč          | Mladost Donji Svilaj   | 2:2 (10:9)     | [ 11 ] [ 12 ] |
| 1990.  | Napredak Matići          | Jedinstvo Crkvina      | 0:0 (3:5 11 m) | [ 5 ]         |
| 1991.  | Proleter Oštra Luka      | Mladost Donji Svilaj   | 1:0, prekid    | [ 5 ] [ 13 ]  |